# Trichanthemis aurea
Trichanthemis aurea là một loài thực vật có hoa trong họ Cúc. Loài này được Krasch. miêu tả khoa học đầu tiên năm 1929.